# مایکل جسن
مایکل جسن (انگلیسی: Michael Jessen؛ زادهٔ ۴ آوریل ۱۹۶۰) قایقران روئینگ اهل دانمارک است.